# Gustaf Bellman
Gustaf Albert Bellman, född 5 mars 1902 i Trollhättan, död 1925, var en svensk konstnär.
Han var son till August Bellman och hans hustru Kristina. Bellman studerade vid Slöjdföreningens konstyrkesskola 1918-1919 samtidigt deltog han i teckningskurser på Valands kvällsundervisning. Han påbörjade därefter sina studier vid Konstakademien i Stockholm , men tvingades att avbryta dem 1924 för att få sanatorievård för sin lungtuberkulos. Under sin tid vid akademien tillhörde han de mest oppositionella eleverna. Hans konst består av porträtt och landskapsmålningar från Bohuslän. Han medverkade i utställningar på Liljevalchs konsthall 1922 och 1924. Bellman är representerad med ett stilleben vid Nationalmuseum i Stockholm.